# Kohuke
Kohuke je estonská cukrovinka. Má podobu asi 5 cm dlouhé čokoládové tyčinky plněné slazeným lisovaným tvarohem. Název pochází ze slova „kohupiim“ (tvaroh). Kohuke se podává vychlazené, především jako energeticky vydatná snídaně nebo svačina, zejména pro děti je cenným zdrojem vápníku. Vzniklo množství obměn základního receptu: tvaroh se ochucuje vanilkou, kokosem, rozinkami, marmeládou, kakaem nebo makovými zrnky, poleva může být také karamelová, marcipánová nebo ovocná.
Hlavním výrobcem je firma Tere AS se sídlem ve Viljandi. Kohuke se dá připravit i podomácku. 
Z Estonska se pochoutka rozšířila i do dalších zemí, v Rusku je známá jako syrok (сырок), v Lotyšsku jako biezpiena sieriņš a v Maďarsku jako túró Rudi.